# The Gathering (Band)/Diskografie
Diese Diskografie ist eine Übersicht über die musikalischen Werke der niederländischen Rockband The Gathering. Ihre erfolgreichsten Veröffentlichungen sind die Studioalben Mandylion und Nighttime Birds mit je über 15.000 verkauften Einheiten.

## Alben

### Studioalben
| Jahr | Titel Musiklabel                        | Höchstplatzierung, Gesamtwochen, AuszeichnungChartplatzierungen (Jahr, Titel, Musiklabel, Platzierungen, Wochen, Auszeichnungen, Anmerkungen) | Höchstplatzierung, Gesamtwochen, AuszeichnungChartplatzierungen (Jahr, Titel, Musiklabel, Platzierungen, Wochen, Auszeichnungen, Anmerkungen) | Anmerkungen                                              |
| Jahr | Titel Musiklabel                        | DE | NL | Anmerkungen                                              |
| ---- | --------------------------------------- | --- | --- | -------------------------------------------------------- |
| 1992 | Always… Foundation 2000                 | — | — | Erstveröffentlichung: 9. Juni 1992                       |
| 1993 | Almost a Dance Foundation 2000          | — | — | Erstveröffentlichung: 2. Oktober 1993                    |
| 1995 | Mandylion Century Media                 | — | NL20 Gold · (39 Wo.)NL | Erstveröffentlichung: 28. August 1995 Verkäufe: + 15.000 |
| 1997 | Nighttime Birds Century Media           | DE80 (3 Wo.)DE | NL12 Gold · (10 Wo.)NL | Erstveröffentlichung: 15. Mai 1997 Verkäufe: + 15.000    |
| 1999 | How to Measure a Planet? Century Media  | DE99 (1 Wo.)DE | NL45 (4 Wo.)NL | Erstveröffentlichung: 9. November 1998                   |
| 2000 | If then else Century Media              | DE76 (1 Wo.)DE | NL47 (4 Wo.)NL | Erstveröffentlichung: 3. Juli 2000                       |
| 2003 | Souvenirs Psychonaut Records            | DE90 (1 Wo.)DE | NL47 (5 Wo.)NL | Erstveröffentlichung: 24. Februar 2003                   |
| 2006 | Home Psychonaut Records                 | — | NL34 (4 Wo.)NL | Erstveröffentlichung: 15. April 2006                     |
| 2009 | The West Pole Psychonaut Records        | — | NL98 (1 Wo.)NL | Erstveröffentlichung: 4. Mai 2009                        |
| 2012 | Disclosure Psychonaut Records           | — | — | Erstveröffentlichung: 12. September 2012                 |
| 2013 | Afterwords Psychonaut Records           | — | — | Erstveröffentlichung: 5. Oktober 2013                    |
| 2022 | Beautiful Distortion Psychonaut Records | — | — | Erstveröffentlichung: 22. April 2022                     |

### Livealben
| Jahr | Titel Musiklabel                                         | Höchstplatzierung, Gesamtwochen, AuszeichnungChartplatzierungen (Jahr, Titel, Musiklabel, Platzierungen, Wochen, Auszeichnungen, Anmerkungen) | Höchstplatzierung, Gesamtwochen, AuszeichnungChartplatzierungen (Jahr, Titel, Musiklabel, Platzierungen, Wochen, Auszeichnungen, Anmerkungen) | Anmerkungen                             |
| Jahr | Titel Musiklabel                                         | DE | NL | Anmerkungen                             |
| ---- | -------------------------------------------------------- | --- | --- | --------------------------------------- |
| 2000 | Superheat – A Live Album Century Media                   | — | NL88 (1 Wo.)NL | Erstveröffentlichung: 25. Januar 2000   |
| 2004 | Sleepy Buildings – A Semi Acoustic Evening Century Media | DE91 (1 Wo.)DE | NL66 (3 Wo.)NL | Erstveröffentlichung: 26. Januar 2004   |
| 2015 | TG25: Live at Doornroosje Psychonaut Records             | — | — | Erstveröffentlichung: 27. November 2015 |

### Kompilationen
| Jahr | Titel Musiklabel                                   | Höchstplatzierung, Gesamtwochen, AuszeichnungChartplatzierungen (Jahr, Titel, Musiklabel, Platzierungen, Wochen, Auszeichnungen, Anmerkungen) | Höchstplatzierung, Gesamtwochen, AuszeichnungChartplatzierungen (Jahr, Titel, Musiklabel, Platzierungen, Wochen, Auszeichnungen, Anmerkungen) | Anmerkungen                           |
| Jahr | Titel Musiklabel                                   | DE | NL | Anmerkungen                           |
| ---- | -------------------------------------------------- | --- | --- | ------------------------------------- |
| 2001 | Downfall – The Early Years Hammerheart Records     | — | — | Erstveröffentlichung: 22. Mai 2001    |
| 2005 | Accessories – Rarities & B-Sides Century Media     | — | NL73 (2 Wo.)NL | Erstveröffentlichung: 25. Januar 2000 |
| 2015 | TG25: Diving into the Unknown Psychonaut Records   | — | — | Erstveröffentlichung: 26. Januar 2015 |
| 2017 | Blueprints - Demos and Outtakes Psychonaut Records | — | — | Erstveröffentlichung: 3. Februar 2017 |

### EPs
| Jahr | Titel Musiklabel                        | Anmerkungen                              |
| ---- | --------------------------------------- | ---------------------------------------- |
| 2002 | Black Light District Psychonaut Records | Erstveröffentlichung: 17. Juni 2002      |
| 2009 | City from Above Psychonaut Records      | Erstveröffentlichung: 4. Mai 2009        |
| 2010 | A Sound Relief Psychonaut Records       | Erstveröffentlichung: 27. Oktober 2010   |
| 2012 | Afterlights Psychonaut Records          | Erstveröffentlichung: 12. September 2012 |

## Singles
| Jahr | Titel Album                | Höchstplatzierung, Gesamtwochen, AuszeichnungChartplatzierungen (Jahr, Titel, Album, Platzierungen, Wochen, Auszeichnungen, Anmerkungen) | Höchstplatzierung, Gesamtwochen, AuszeichnungChartplatzierungen (Jahr, Titel, Album, Platzierungen, Wochen, Auszeichnungen, Anmerkungen) | Anmerkungen                                                     |
| Jahr | Titel Album                | DE | NL | Anmerkungen                                                     |
| ---- | -------------------------- | --- | --- | --------------------------------------------------------------- |
| 1995 | Strange Machines Mandylion | — | — | Erstveröffentlichung: 1995 Platz 37 in den Dutch Single Top 100 |

Weitere Singles
- 1996: Adrenaline/Leaves
- 1997: The May Song
- 1997: Kevin’s Telescope
- 1998: Liberty Bell
- 2000: Rollercoaster
- 2001: Amity
- 2003: You Learn About It
- 2003: Monsters
- 2006: Alone
- 2021: In Colour

## Videografie

### Videoalben
| Jahr | Titel Musiklabel                  | Höchstplatzierung, Gesamtwochen, AuszeichnungChartplatzierungen (Jahr, Titel, Musiklabel, Platzierungen, Wochen, Auszeichnungen, Anmerkungen) | Höchstplatzierung, Gesamtwochen, AuszeichnungChartplatzierungen (Jahr, Titel, Musiklabel, Platzierungen, Wochen, Auszeichnungen, Anmerkungen) | Anmerkungen                            |
| Jahr | Titel Musiklabel                  | DE | NL | Anmerkungen                            |
| ---- | --------------------------------- | --- | --- | -------------------------------------- |
| 2002 | In Motion Century Media           | — | — | Erstveröffentlichung: 28. Oktober 2002 |
| 2005 | A Sound Relief Psychonaut Records | — | — | Erstveröffentlichung: Oktober 2005     |
| 2007 | A Noise Severe Psychonaut Records | — | — | Erstveröffentlichung: 31. Oktober 2007 |

### Musikvideos
- 1992: King for a Day
- 1995: Leaves
- 1995: Strange Machines
- 1995: In Motion #2
- 1998: Liberty Bell
- 1998: My Electricity
- 2000: Eléanor
- 2000: Life’s What You Make It
- 2003: Monsters
- 2003: You Learn About It
- 2007: Forgotten
- 2007: Alone
- 2009: All You Are
- 2010: No Bird Call
- 2011: Heroes for Ghosts
- 2013: Echoes Keep Growing

## Boxsets
| Jahr | Titel Musiklabel                                                  | Anmerkungen                           |
| ---- | ----------------------------------------------------------------- | ------------------------------------- |
| 2008 | Sand and Mercury – The Complete Century Media Years Century Media | Erstveröffentlichung: 25. Januar 2008 |

## Sonderveröffentlichungen
Demos
- 1990: An Imaginary Symphony
- 1991: Moonlight Archer
- 1992: Promo ’92

## Statistik

### Chartauswertung
|                     | DE    | NL     |
| ------------------- | ----- | ------ |
| Nummer-eins-Alben   | DE—DE | NL—NL  |
| Top-10-Alben        | DE—DE | NL—NL  |
| Alben in den Charts | DE5DE | NL10NL |

### Auszeichnungen für Musikverkäufe
Anmerkung: Auszeichnungen in Ländern aus den Charttabellen bzw. Chartboxen sind in ebendiesen zu finden.
| Land/RegionAuszeichnungen für Musikverkäufe (Land/Region, Auszeichnungen, Verkäufe, Quellen) | Gold     | Platin | Verkäufe | Quellen |
| -------------------------------------------------------------------------------------------- | -------- | ------ | -------- | ------- |
| Niederlande (NVPI)                                                                           | 2× Gold2 | —      | 30.000   | nvpi.nl |
| Insgesamt                                                                                    | 2× Gold2 | —      |          |         |